# Pirata affinis
Pirata affinis este o specie de păianjeni din genul Pirata, familia Lycosidae, descrisă de Roewer, 1960.
Este endemică în Congo. Conform Catalogue of Life specia Pirata affinis nu are subspecii cunoscute.